# Denver Broncos 1969
La stagione 1969 dei Denver Broncos è stata la decima e ultima nella American Football League prima della fusione AFL-NFL. Denver terminò la stagione regolare con 5 vittorie, 8 sconfitte e un pareggio, concludendo al quarto posto della AFL West per la settima stagione consecutiva.

## Roster
| Roster dei Denver Broncos nel 1969 |
| --- |
| Quarterback - 14 Pete Liske - 12 Alan Pastrana - 13 Steve Tensi Running Back - 44 Floyd Little - 22 Fran Lynch - 30 Brendan McCarthy FB - 26 Frank Quayle - 39 Tom Smiley FB - 29 Wandy Williams Wide Receiver - 89 John Embree - 88 Al Denson - 84 Mike Haffner Tight End - 85 Tom Beer - 80 Tom Buckman - 82 Dave Pivec Offensive Linemen - 56 Jay Bachman C - 72 Sam Brunelli T - 74 Mike Current T - 67 George Goeddeke G - 65 Buzz Highsmith G - 59 Larry Kaminski C - 64 Mike Schnitker G - 60 Bob Young G Defensive Linemen - 63 Dave Costa DT - 55 Pete Duranko DE - 62 Jerry Inman DT - 87 Rich Jackson DE - 75 Rex Mirich DT - 70 Paul Smith DE Linebacker - 51 Tim Casey - 78 Ken Criter - 50 Carl Cunningham - 57 John Huard - 76 Gordon Lambert - 54 Chip Myrtle - 58 Frank Richter Defensive Back - 24 Philip Brady - 41 George Burrell S - 40 Grady Cavness CB - 20 Charlie Greer CB - 34 Gus Hollomon SS - 43 Pete Jaquess S - 27 Tom Oberg - 36 Bill Thompson CB Special Team - 3 Bobby Howfield K - 42 Billy Van Heusen P/WR |
| Legenda - I rookie sono in corsivo. - Il primo ruolo è il principale mentre gli eventuali successivi indicano i ruoli secondari. - (IR) sta per Injured Reserve ed indica la lista ristretta per un solo giocatore infortunato che può tornare ad allenarsi dopo la settimana 6 e a rientrare in prima squadra dopo che questa ha giocato 8 partite. - (NF-Inj.) / (NF-Ill.) stanno rispettivamente per Non-Football Injured e Non-Football Illness ed indicano le liste dove viene inserito un giocatore che ha un infortunio o una malattia non dipendente dal football americano. - (PUP) sta per Physically Unable to Perform ed indica la lista dove viene inserito un giocatore mentre è in attesa di recuperare la condizione fisica. Nella stagione regolare dopo la sesta partita giocata dalla propria squadra, il giocatore ha tempo tre settimane per riprendere ad allenarsi, più tre settimane aggiuntive dal suo rientro agli allenamenti per rientrare in prima squadra.                                                       |

## Calendario
| Stagione regolare |                       |           |                                 |        |
| Turno             | Avversario            | Risultato | Stadio                          | Record |
| 1                 | Boston Patriots       | V 35–7    | Mile High Stadium               | 1–0    |
| 2                 | New York Jets         | V 21–19   | Mile High Stadium               | 2–0    |
| 3                 | at Buffalo Bills      | S 28–41   | War Memorial Stadium            | 2–1    |
| 4                 | Kansas City Chiefs    | S 13–26   | Mile High Stadium               | 2–2    |
| 5                 | Oakland Raiders       | S 14–24   | Mile High Stadium               | 2–3    |
| 6                 | at Cincinnati Bengals | V 30–23   | Nippert Stadium                 | 3–3    |
| 7                 | at Houston Oilers     | S 21–24   | Astrodome                       | 3–4    |
| 8                 | San Diego Chargers    | V 13–0    | Mile High Stadium               | 4–4    |
| 9                 | at Oakland Raiders    | S 10–41   | Oakland–Alameda County Coliseum | 4–5    |
| 10                | Houston Oilers        | P 20–20   | Mile High Stadium               | 4–5–1  |
| 11                | at San Diego Chargers | S 24–45   | San Diego Stadium               | 4–6–1  |
| 12                | at Kansas City Chiefs | S 17–31   | Municipal Stadium               | 4–7–1  |
| 13                | at Miami Dolphins     | S 24–27   | Miami Orange Bowl               | 4–8–1  |
| 14                | Cincinnati Bengals    | V 27–16   | Mile High Stadium               | 5–8–1  |

## Classifiche
| AFL Western Division | AFL Western Division | AFL Western Division | AFL Western Division | AFL Western Division | AFL Western Division | AFL Western Division | AFL Western Division | AFL Western Division | AFL Western Division |
|                      | V                    | S                    | P                    | %                    | DIV                  | PF                   | PA                   | Str.                 |                      |
| -------------------- | -------------------- | -------------------- | -------------------- | -------------------- | -------------------- | -------------------- | -------------------- | -------------------- | -------------------- |
| Oakland Raiders      | 12                   | 1                    | 1                    | .923                 | 7–1                  | 377                  | 242                  | V6                   |                      |
| Kansas City Chiefs   | 11                   | 3                    | 0                    | .786                 | 5–3                  | 359                  | 177                  | S1                   |                      |
| San Diego Chargers   | 8                    | 6                    | 0                    | .571                 | 2–6                  | 288                  | 276                  | V4                   |                      |
| Denver Broncos       | 5                    | 8                    | 1                    | .385                 | 3–5                  | 297                  | 344                  | V1                   |                      |
| Cincinnati Bengals   | 4                    | 9                    | 1                    | .308                 | 3–5                  | 280                  | 367                  | S5                   |                      |

Nota: I pareggi non venivano conteggiati ai fini della classifica fino al 1972.